# Psyche trimenii
Psyche trimenii is een vlinder uit de familie van de zakjesdragers (Psychidae). De wetenschappelijke naam van deze soort is voor het eerst voorgesteld als Fumea trimenii door Franciscus J. M. Heylaerts in een publicatie uit 1891.
De soort komt voor in Mozambique.